# Lovecraftian Echoes
 (novembre 2022).
Albums de Blut aus Nord
Disharmonium – Undreamable Abysses
Lovecraftian Echoes est une compilation du groupe de black metal français Blut aus Nord sortie en 2022 sous le label Debemur Morti Productions,.
Il ne s'agit pas de la suite de l'album Disharmonium - Undreamable Abysses, paru plus tôt la même année, mais de six morceaux enregistrés en 2021 et 2022,,.

## Liste des morceaux
| No | Titre                          | Durée |
| -- | ------------------------------ | ----- |
| 1. | Nyarlathotep                   | 6:01  |
| 2. | Hypnos                         | 6:10  |
| 3. | The Tomb                       | 5:31  |
| 4. | The Abyss Between The Stars    | 6:44  |
| 5. | Weird Harmonies From Celephaïs | 4:40  |
| 6. | Grotesque Visions              | 5:46  |